# 1320-е годы
1320-е (ты́сяча три́ста двадца́тые) го́ды по юлианскому календарю — промежуток времени с 1 января 1320 года по 31 декабря 1329 года, включающий 1320 год 2-го десятилетия   и с 1321 по 1329 годы    3-го десятилетия XIV века 2-го тысячелетия.  Они закончились 696 лет назад.

## Важнейшие события
- Первая война за независимость Шотландии (1296—1328). Арбротская декларация суверенитета (1320). Нортгемптонский договор (1328).
- Правление династии туглакидов в Делийском султанате (1321—1413).
- Второй поход пастушков (1320).
- Битва при Мюльдорфе (1322) в ходе борьбы за престол Священной Римской империи Людовика Баварского и Фридриха III.
- Крестьянские восстания во Фландрии (1323—1328).
- Ореховский мирный договор между Новгородской республикой и Швецией (1323). Новгородский договор с норвежцами (1326).

## Правители
- 1320—1333 — Король Польши Владислав I Локетек. Борьба с Тевтонским орденом и чешскими Люксембургами.
- 1320—1325 — Султан Дели Гийяс-ад-дин Туглук.
- 1322—1328 — Король Франции и Наварры Карл IV Красивый.
- 1322—1346 — Граф Фландрский Людовик.
- 1322—1331 — Король Сербского царства Стефан Урош III.
- 1325 — Князь Юрий Московский убит в Орде Дмитрием Грозные Очи.
- 1325—1340 — князь Московский Иван Калита.
- Свергнутый с престола король Англии Эдуард II убит в тюрьме. Вступление на английский престол Эдуарда III (1327—1377).
- 1326—1359 — правитель турок Орхан, сын Османа I.
- 1327 — В Персии приходит к власти Абу Саид Бахадур-хан.
- 1327 — Начало правления последнего царя кхмерской империи Джаявармана IX.
- 1328 — Английский король Эдуард III заявляет о своём праве наследовать Карлу IV, однако его требования отвергнуты и на французский престол вступает король Филипп VI. Начало правления династии Валуа во Франции.
- 1328—1350 — Король Франции Филипп VI Валуа.
- 1329—1331 — Король Шотландии Давид II.
- 1329 — Император Китая Мин-цзун (Кошила Кутукту).

## Культура
- Данте Алигьери (1265—1321). «Божественная комедия» (1321).
- Александрийский маяк разрушен землетрясением (1323).
- Теночки основали на островах озера Тескоко поселение Теночтитлан (ок.1325). Теночки находились в зависимости от племени тепанеков.

## События

### 1320
- 20 января — в Вавельском Кафедральном соборе города Краков состоялась коронация князя Владислава Локотка польской короной.
- В состав Великого княжества Литовского вошёл город Туров.
- 6 апреля — издание Арбротской декларации, утверждающей независимость Шотландии
- Победителем в борьбе за престол Дели становится один из крупных иктадаров Гийяс-ад-дин Туглук.
- 1320—1333 — Король Польши Владислав I Локоток. Борьба с Тевтонским орденом и чешскими Люксембургами.
- начало второго крестового похода пастушков

### 1321
- Андроник II решил обличить Андроника-младшего перед патриархом и сенатом и сделать наследником другого внука. Андроник-младший бежал во Фракию и поднял мятеж с помощью Сиргиана и великого доместика Иоанна Кантакузина. Он обещал всем фракийским городам свободу от налогов. Он собрал большие силы и подошёл к столице. Андроник II передал ему власть над Фракией и Македонией. Андроник сохранил лишь Константинополь с округой и острова.
- 1321—1323 — Император Китая Юн-цзун (Суддхипала Гегэн).

### 1322
- 16 марта — Битва при Боробридже
- 28 сентября — Битва при Мюльдорфе
- Войска Юрия Даниловича Московского вместе с новгородцами отразили нападение шведов.
- 1322—1328 — Король Франции и Наварры Карл IV Красивый.
- 1322—1346 — Граф Фландрский Людовик.
- 1322—1331 — Король Сербского царства Стефан Урош III.
- Вторжение шотландцев в северную Англию

### 1323
- 12 августа — между Новгородом и Швецией заключён Ореховецкий договор.
- 1323—1330 — Болгарский царь Михаил III Шишман.
- Первые письма Гедимина.
- Основание крепости Орешек
- Донос Иоанна Люттерелла папе Иоанну XXII на философа Уильяма Оккама с обвинением в ереси
- Первое упоминание Вильны стольным городом Великого княжества Литовского в письме Гедемина.

### 1324
- Крестовый поход против Феррары, Милана и гибеллинов в Анконской марке и герцогстве Сполето (1321 года) был распространён на Мантую.
- 1 марта — Бой у Лукосистерны между войсками Арагона и Сардинии.
- 19 июня — Капитуляция Кальяри. Пиза передаёт права на Сардинию Арагону..
- Битва на реке Ирпень. Победа Гедимина над южнорусскими князьями.

### 1325
- 6 июля — правитель Гранады Мухаммад ибн Исмаил приказал убить своего двоюродного брата Исмаила I. Новым правителем Гранады стал Мухаммад IV. Начало самостоятельного правления Альфонса XI, который решил взять реванш за поражение 1319 года и послал армию, разбившую войска Мухаммада IV.
- 1325—1357 — король Португалии Афонсу IV Храбрый.
- Митрополит Пётр перенёс митрополичью кафедру из Владимира в Москву.
- Андроник-младший подступил к столице Византии с фракийским войском и принудил деда объявить его соправителем и венчать на царство.
- Князь Юрий Московский убит в Орде Дмитрием Грозные Очи.
- 1325—1340 — князь Московский Иван Данилович Калита.
- Присоединение к Дели деканских княжеств.
- Теночки основали на островах озера Тескоко поселение Теночтитлан (ок.1325). Теночки находились в зависимости от племени тепанеков.

### 1326
- Евреев Гранады принудили носить одежду, отличную от мусульманской.
- Казнь Дмитрия Михайловича Грозные Очи в Сарае.
- Подтверждён договор Руси с Норвегией 1251 года.
- Турки (правитель Осман I) завоевали Бурсу и превратили её в столицу Османского княжества.
- 1326—1359 — правитель турок Орхан, сын Османа I.

### 1327
- Свергнутый с престола король Англии Эдуард II убит в тюрьме. Вступление на английский престол Эдуарда III (1327—1377).
- Попытка англичан подчинить Шотландию. Поход Роджера Мортимера и малолетнего Эдуарда III завершился крахом.
- Шотландские войска Роберта Брюса захватывают замок Норхэм, высаживаются в Ольстере и вторгаются в Нортумберленд. Осаждают замок Варкворт. Шотландец Дуглас, Джеймс, 5-й лорд Дуглас идёт походом в Северную Англию. Эдуард III применяет против шотландцев новейшее артиллерийское оружие — бомбарды.
- Присоединение к королевскому домену Франции Клермона, взамен Графство Ла Марш отошло Бурбонам. Король Франции Карл IV выменял его у Людовика I, даровав также титул герцога и пэра Франции.
- 2 ноября. Умер король Арагона Хайме II. На престол вступил Альфонс IV Арагонский (1327—1336)
- Казимир I, герцог Цешинский стал вассалом короля Богемии Иоанна Люксембургского, и герцогство стало автономным феодальным владением короны Богемии. Король Иоанн был признан сюзереном всеми герцогами Верхней Силезии и Бреславльским.
- Восстание в Твери против золотоордынцев, в котором тверчане убили ордынского посла Чол-хана (Шевкала, Щелкана) и всю его свиту. Разрушение Твери татарами Узбек-хана во главе с Иваном Калитой. Свергнутый Александр Михайлович Тверской сбегает в Псков и княжит там (1327—1330).
- В Орде убит пронский князь Иван Ярославич. Новым рязанским князем становится его сын Иван Иванович Коротопол
- Александр Васильевич получил от хана Узбека ярлык на Владимир и «Поволжье» (вероятно, Нижний Новгород и Городец), а за Иваном Калитой оставлена вторую половину великого княжения — Кострому и Великий Новгород.
- В монгольской орде возобновились междоусобия. Абу-Саид-хан обвинил своего воспитателя и первого везира Чобана в измене. Чобан, его сыновья и единомышленники были казнены, после чего в ханстве начались внутренние войны.
- Умирает царь Имеретии Константин I, ему наследует Михаил.
- В Персии приходит к власти Абу Саид Бахадур-хан
- Начало правления последнего царя кхмерской империи Джаявармана IX

### 1328
- Английский король Эдуард III заявляет о своём праве наследовать Карлу IV, однако его требования отвергнуты и на французский престол вступает король Филипп VI. Начало правления династии Валуа во Франции.
- 1328—1350 — Король Франции Филипп VI Валуа.
- Отпадение Наварры от Франции.
- Нортгемптонский договор: признание Англией независимости Шотландии после завершения первого периода шотландских войн за независимость
- Узбек-хан разделяет великое владимирское княжество на две части. Владимир и нижегородские земли получает во владение суздальский князь Александр Васильевич. Остальные земли и Новгород — московский князь Иван Данилович Калита.
- 1328—1341 — Император Византии Андроник III. Андроник III Палеолог двинулся на столицу. Народ и синклитики перешли на сторону Андроника III. Он занял Фессалонику и Серры. Близ Мавропотама фракийцы Андроника III разбили столичные войска. Андроник II был отстранён от дел, и вскоре его вынудили отречься от власти и постричься в монахи.

### 1329
- 1329—1331 — Король Шотландии Давид II.
- Людвиг Баварский выделяет владения своим братьям: Рудольфу II — Рейнский Пфальц, Руперту I — Верхний Пфальц.
- Орхан осадил Никею. Андроник III отправился в Азию. Сражение не выявило победителя. Но затем войско ромеев бежало, и турки захватили лагерь.
- 1329 — Император Китая Мин-цзун (Кошила Кутукту)

## Родились
- 1320 — Педру I, король Португалии.
- 1320 — Тогон-Тэмур, последний император монгольской династии Юань в Китае.
- 5 марта 1324 — Давид II, король Шотландии.
- 1326 — Иван II Красный, князь Звенигородский до 1354 г., Великий князь Московский в 1354—1359 гг., Великий князь Владимирский в 1354—1359 гг., князь Новгородский в 1355—1359 гг.
- 1326 — Мурад I, правитель Османской империи.
- 1327 — китайская поэтесса Чжэн Юньдуань.

## Скончались
- 12 октября 1320 — Михаил IX Палеолог, византийский император.
- Июль 1320 — Генрих II (маркграф Бранденбурга).
- 1321 — Алигьери, Данте, итальянский поэт.
- 8 января 1324 — Марко Поло, венецианский путешественник (р. 1254).
- 16 июля 1324 — Император Го-Уда, 91-й император Японии (р. 1267).
- 7 января 1325 — Диниш I, король Португалии.
- 1328 — Карл IV Красивый, последний французский король из династии Капетингов.
- 7 июня 1329 — Роберт Брюс, король Шотландии.